# Йехіель Єшая Транк
Йехіель Єшая Транк (івр. יחיאל ישעיהו טרונק, більш відомий під псевдонімом Й. Є. Транк) — польський і американський єврейський літературний критик і письменник. Найбільш відомий своєю критикою Шолом-Алейхема, творчими переробками єврейського фольклору та збірками гумористичних оповідань про Хелм.

## Біографія
Транк народився в Осмольську Гурному, Польща, в заможній єврейській родині та виріс у Лодзі. Родина його матері була успішними землевласниками, тоді як по батьківській лінії його предками були цадик Шайеле Кутнер та його дід, рабин з Кутно. Він здобув як світську, так і релігійну освіту, спочатку писав на івриті з 1905 року, але перейшов на їдиш під впливом І. Л. Переца до 1908 року. Під редакторським пером Переца він почав публікувати художню літературу, прозу, поезію та есеї у 1908 році. Транк одружився з Ханою Привес, онукою багатого промисловця Ісаї Привеса, і зміг займатися творчістю в умовах фінансової стабільності. Вони багато подорожували Європою, Північною Африкою та Азією, провівши дванадцять місяців у Палестині в 1913—1914 роках. Його перебування в Палестині стало основою для його книги «Фейгнбоймер» («Фігові дерева»), опублікованої в 1922 році.
У 1925 році Транк переїхав до Варшави, а в 1936 році став головою ПЕН-клубу на їдиші.
Після вторгнення до Польщі в 1939 році Транк та його дружина втекли на схід, до Сибіру, Японії, а згодом до Сполучених Штатів. Прибувши до Нью-Йорка, його дружина працювала на потогонному цеху, знову підтримуючи його письменницьку діяльність. Після смерті Хана в 1944 році, Транк прожив решту свого життя в районі Вашингтон-Хайтс на Мангеттені. Між 1951 і 1960 роками він опублікував ще вісім книг на різні теми.
Корпус творів Транка був дуже різноманітним: від новел та збірок оповідань до есе та документальних книг про соціалізм, єврейську культуру та письменників, іноземних та вітчизняних, включаючи Герша Давіда Номберга та Оскара Уайльда. Після прибуття до Сполучених Штатів він написав семитомну автобіографію «Poyln» (Польща), яка включала збірки літератури, критики та фольклору, пов'язаного з Хелмом.